# توني لام
توني لام (بالإنجليزية: Tony Lam)‏ هو سياسي أمريكي وفيتنامي، ولد في 1936.